# Anento
Anento és un municipi d'Aragó situat a la província de Saragossa i enquadrat a la comarca del Camp de Daroca, ciutat de la qual dista 20 km.